# Apocalymon
Apocalymon (アポカリモン,Apokarimon) es uno de los villanos del anime Digimon. Se mantiene como uno de los digimon más difíciles de derrotar.

## Historia
La llegada de Apocalymon fue predicha en la antigüedad, y significaría el fin de todo.
Se sabe tan poco de Apocalymon que ni siquiera se ha podido confirmar que es realmente un Digimon.
Dado que es la creación de todos los datos oscuros del digimundo su único propósito es destruir a los niños elegidos y al propio digimundo.
En Digimon Adventure es el principal antagonista de la serie. Les quita sus poderes a los niños y usa el ataque de Zona de la Oscuridad. Sin embargo, regresan y lo derrotan trabajando juntos. Antes de morir, usa su técnica de Gran Big Bang pero los niños, uniendo sus fuerzas crean un campo de fuerza con la luz de sus Digivices, encerrando la explosión, y salvando el digimundo.

## Descripción
Apocalymon toma la forma de un humanoide pálido con un casco gris y marcas rojas. Sus brazos son largos con vendas y las manos tienen garras rojas. Su pelo es de un color blanco sucio. Tiene ojos felinos de color amarillo.
De cintura para abajo es un poliedro gigante. Está hecho de pensamientos oscuros. Conoce cada técnica y digievolución que existen.

## Digievoluciones
Apocalymon no proviene de una línea evolutiva determinada, pero en el juego puede desarrollarse de los Amos oscuros con Piedmon.
Su línea evolutiva es Piedmon+Machinedramon+Puppetmon+MetalSeadramon.
Sin embargo, en la primera película de Digimon Tamers: The Battle of Adventures, aparece en un momento Mephistomon, la reencarnación de Apocalymon, que al parecer desdigievoluciona del mismo. Considerando eso, su línea evolutiva es esta:
| Nivel             | Evolución                                  |
| ----------------- | ------------------------------------------ |
| Etapa Bebé        | Desconocido                                |
| Etapa Bebé II     | Desconocido                                |
| Etapa Infantil    | Tsukaimon ツカイモン                       |
| Etapa Adulta      | Devidramon デビドラモン                    |
| Cuerpo Perfecto   | Mephistomon メフィスモン                   |
| Cuerpo Definitivo | Apocalymon アポカリモン Galfmon ガルフモン |

## Ataques
- Aniquilación Total/Big Bang del universo(versión española/versión latinoamericana): es el último recurso de Apocalymon, produce una explosión que puede destruirlo todo.
- Granada de virus/bombas de conexión: lanza granadas a sus opositores.
- Zona de la Oscuridad: convierte todo en oscuridad vacía.
- Evolución muerta/Muerte Digievolutiva: Captura a sus víctimas con las garras del poliedro y les hace retroceder a la etapa de niñez.
- Ataques copiados: puede usar cualquier ataque de los digimons malignos.
- Desfragmentación: desfragmenta los datos de sus víctimas y las envía al mundo de los datos, distinto del mundo digimon.

## En los juegos
- Digimon World 4: es el primer líder final del juego, en valle del ogro. Se encuentra al final de su base, después del río Numenuma.

- Datos: Q3220824